# Рік трьох імператорів

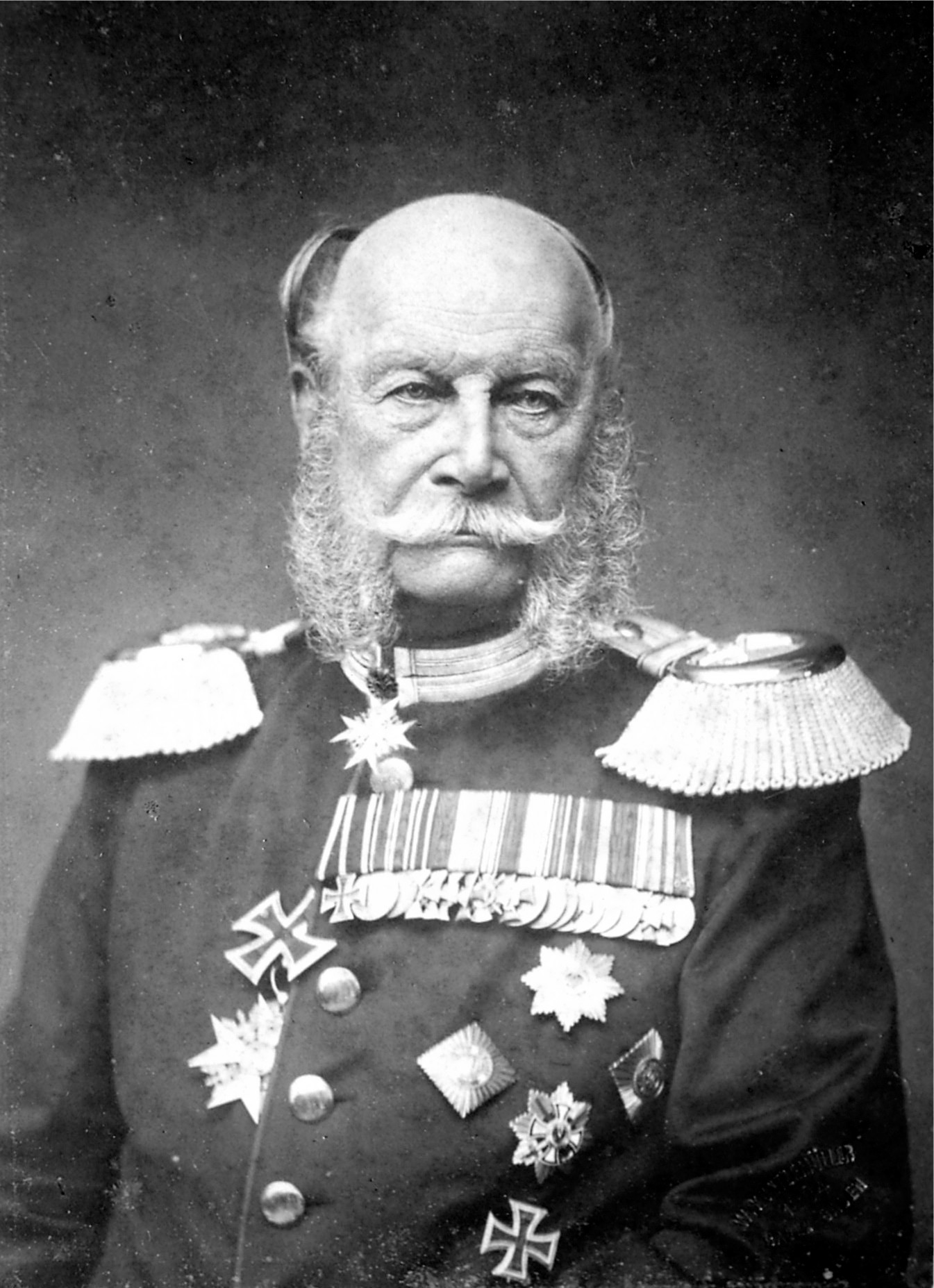
Кайзер Вільгельм I, 2 січня 1861 — 9 березня 1888.

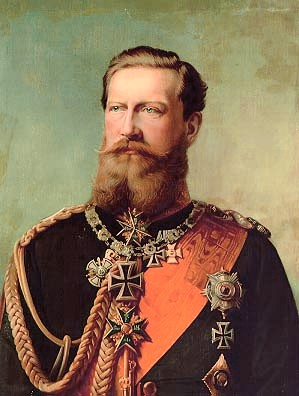
Кайзер Фрідріх III, правив лише 99 днів протягом Року трьох імператорів (9 березня — 15 червня 1888).

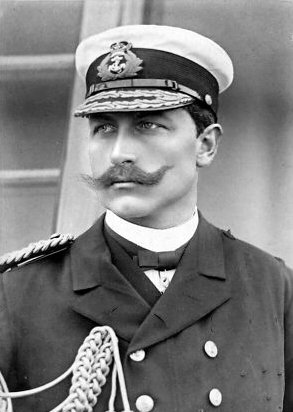
Кайзер Вільгельм II, 15 червня 1888 — 18 листопада 1918.

Рік трьох імператорів, або Рік трьох кайзерів (нім. Dreikaiserjahr) — вислови, що стосуються року 1888 в історії Німецької імперії. Цей рік вважається важливим з історичної точки зору, оскільки того року померли два німецькі імператори, або кайзери, що призвело до швидкої передачі трону між трьома монархами в межах одного року. Цими трьома імператорами, що правили Німеччиною протягом 1888 року були Вільгельм I, Фрідріх III, та Вільгельм II. Мнемонічний вираз «drei Achten, drei Kaiser» («три вісімки, три імператори») й досі використовується дітьми й дорослими в Німеччині для запам'ятовування року, коли відбулися ці історичні події.

## Ситуація
Вільгельм I став правителем Пруссії ще до утворення Німецької імперії, в багатьох аспектах завдяки зусиллям Бісмарка. Будучи монархом найбільшої німецької держави, що мала ключову роль в об'єднанні, імператор Вільгельм I правив Німецькою імперією з моменту об'єднання Німеччини, яке відбулося 18 січня 1871 року. Він помер у віці майже 91 рік, час його правління в Пруссії становив 27 років, а період правління в Німеччині — 17 років. Його син, коронний принц Фрідріх Вільям, прославився своїми військовими діями, в першу чергу завдяки своїм лідерським якостям, що проявлялися протягом війн, які велися з метою об'єднання Німеччини. Фрідріх командував штабом та військами протягом Другої війни за Шлезвіг, Австро-прусської та Франко-прусської воєн. Коронному принцу Фрідріху Вільгельму якраз виповнилося 56 перед 1888 роком. На той час він мав дітей, а його спадкоємцем був Вільгельм — названий на честь дідуся. В січні 1888 Вільгельмові виповнилося 29 років.

## Швидке наступництво
Імператор Вільгельм I помер 9 березня 1888 року, завершивши тривалий період правління. Його наступником став його син, Фрідріх Вільям. Він став відомий як Фрідріх III, коли офіційно успадкував трон. Поряд з його військовими успіхами, Фрідріх III був знаним лібералом, і одружився з ліберальною принцесою Вікторією з Великої Британії. Однак, на час смерті його батька, Фрідріхові вже виповнилося 56 років, і в нього розвинулася смертельна хвороба — рак горла — ще до того, як він посів престол Німецької імперії. Фрідріх робив спроби вилікувати хворобу, але вони були безуспішними. Через його хворобу, а також через подальше лікування, Фрідріх не міг говорити протягом свого короткого періоду правління, тому йому доводилося спілкуватися письмово. І незважаючи на затяжну хворобу, Фрідріхові, все ж, вдавалося виконувати деякі зі своїх імператорських обов'язків; проте його дії в чині імператора не мали якогось тривалого впливу на Німеччину. Він помер після лише 99 днів правління, 15 червня 1888 року. Син Фрідріха, Вільгельм II, успадкував престол у віці 29 років. На відміну від свого батька, Вільгельм II не мав жодних ліберальних нахилів. Згодом він привів Німеччину до Першої світової війни, і правив нею аж до  своєї абдикації й падіння Німецької імперії в 1918 році, наприкінці війни.